# جوني أوين
جوني أوين (بالإنجليزية: Johnny Owen)‏ مواليد 7 يناير 1956 في ويلز - الوفاة 4 نوفمبر 1980، كان ملاكم بريطاني سابق.

## إحصائيات
خاض خلال مسيرته 28 نزالا، فاز في 25 وتعادل في 1 وخسر في 2. فاز بالضربة القاضية في 11 نزالا.

## روابط خارجية
- جوني أوين على موقع بوكس ريك (الإنجليزية) (registration required)